# Marguerite Gonon
Marguerite Gonon (* 27. Mai 1914 in Saint-Étienne; † 15. Mai 1996 in Feurs) war eine französische Historikerin, Romanistin und Dialektologin.

## Leben und Werk
Marguerite Gonon war ab 1934 Volksschullehrerin in Arthun (Département Loire) und traf dort auf den Regionalhistoriker Graf Guy Courtin de Neufbourg (1888–1986), der sie für sein Projekt der Herausgabe aller Dokumente des Forez vor 1400 gewinnen konnte. Sie trat nach zwei Jahren aus dem Schuldienst aus, wurde 1937 Mitglied von La Diana. Société historique et archéologique du Forez (Montbrison) und gab mit Neufbourg, Georges Guichard (1868–1955, Mäzen des Unternehmens), dem Sprachforscher Jean-E. Dufour (1880–1951) sowie Edouard Perroy (1901–1974) die Chartes du Forez heraus, eine monumentale Sammlung mittelalterlicher Zeugnisse. Ferner kam sie in Kontakt mit Pierre Gardette in Lyon, der sie als Dialektsprecherin zur Abfassung eines Lokalwörterbuchs bewegte und sie in sein großes Unternehmen eines regionalen Sprachatlasses eingliederte. Während der deutschen Besatzung engagierte sie sich in herausgehobener Position in der Résistance. 1945 wurde sie Ingénieur im CNRS (Centre national de la recherche scientifique). 1952 erhielt sie den Prix Saintour der Académie des inscriptions et belles-lettres. Ab 1954 war sie Mitglied der Société historique, archéologique et littéraire de Lyon. 1959 promovierte sie historisch in Straßburg mit der Schrift Les Institutions et la société en Forez au XIVe siècle et la vie familiale avec son vocabulaire, d’après les testaments. Ab 1968 gehörte sie der Académie des sciences, belles-lettres et arts de Lyon an.
Marguerite Gonon war Chevalier der Ehrenlegion. In Saint-Étienne ist eine Straße, in Mably (Département Loire) ein Platz nach ihr benannt.

## Werke
- Lous Contes de la Mouniri, Mâcon 1939, Saint-Etienne 1985
- Lexique du parler de Poncins, Paris 1947 (Poncins Département Loire war langjähriger Wohnort von M. G.)
- (Hrsg.) Testaments foréziens 1305–1316, Mâcon 1951
- (Hrsg. mit anderen) Chartes du Forez antérieures au XIVe siècle 13–17, 21–24, Tables, 11 Bde.,  Mâcon 1944-1980
- (Mitarbeit) Jean-E. Dufour, Dictionnaire topographique du Forez et des paroisses du Lyonnais et du Beaujolais formant le département de la Loire, Mâcon 1946
- (Mitarbeit) Atlas linguistique et ethnographique du Lyonnais, 5 Bde., Lyon 1950–1976
- Les Institutions et la société en Forez au XIVe siècle d’après les testaments, Paris 1960
- La Vie familiale en Forez au XIVe siècle et son vocabulaire d’après les testaments, Paris 1961
- Table des testateurs foréziens (1314–1469), Mâcon 1965
- La Vie quotidienne en Lyonnais d’après les testaments XIVe–XVIe siècles, Paris 1968
- (Hrsg. mit L Malapert) Antonin Duraffour, Glossaire des patois franco-provençaux, Paris 1969
- La Langue vulgaire écrite des testaments foréziens, Paris 1973
- (Hrsg.) Documents linguistiques du Forez 1260–1498, Paris 1974
- Écriture zodiacale. Des mythes païens aux paraboles chrétiennes, Paris 1978
- (Hrsg.) Coutumes de mariage en Forez, Lyon 1979
- Le passé forézien, Saint-Etienne 1996